# Tutti mentono
Tutti mentono (Todos mienten) è una serie televisiva spagnola pubblicata sulla piattaforma di streaming Movistar Plus+ dal 28 gennaio 2022. È creata da Pau Freixas, prodotta da Filmax in collaborazione con Movistar Plus+ ed ha come protagonisti Irene Arcos, Natalia Verbeke, Leonardo Sbaraglia ed Ernesto Alterio.
In Italia la serie va in onda su Rai 2 dal 16 giugno 2023.

## Trama
La vita tranquilla dei vicini dell'urbanizzazione costiera di Belmonte cambia radicalmente il giorno in cui appare sulle reti un video sessuale di Macarena, insegnante della scuola, e Iván, uno dei suoi studenti maggiorenni. Questo fatto scuote la vita di tutti loro, specialmente di Macarena, che è ripudiata dalla sua famiglia e dai suoi vicini, tra cui Ana, la sua migliore amica e madre di Iván. Le cose nel villaggio si complicano ancora di più quando il corpo senza vita di uno degli abitanti di Belmonte appare sulla scogliera. Di chi è il corpo? Questa morte ha qualcosa a che fare con il video sessuale dell'insegnante e dello studente?

## Episodi
| Stagione         | Episodi | Pubblicazione Spagna | Prima TV Italia |
| ---------------- | ------- | -------------------- | --------------- |
| Prima stagione   | 6       | 2022                 | 2023            |
| Seconda stagione | 6       | 2023-2024            | inedita         |

## Personaggi e interpreti

### Personaggi principali
- Macarena, interpretata da Irene Arcos.
- Ana, interpretata da Natalia Verbeke.
- Yolanda, interpretata da Eva Santolaria.
- Maite (episodi 1, 3-12), interpretata da Miren Ibarguren.
- Néstor (episodi 1-6, 9), interpretato da Leonardo Sbaraglia.
- Sergio, interpretato da Juan Diego Botto.
- Diego Soler (episodi 1-8), interpretato da Ernesto Alterio.
- Arturo, interpretato da Jorge Bosch.
- Alberto "Beto" Medina (episodi 7-12), interpretato da Alberto San Juan.
- Iván Soler, interpretato da Lucas Nabor.
- Natalia (episodi 1-2, 4-6), interpretata da Carmen Arrufat.
- Lucía (episodi 1-8), interpretata da Berta Castañé.
- Iris (episodi 7-12), interpretata da Lu Colomina.

Con la collaborazione speciale di
- Sofía (episodi 1-3, 5-12), interpretata da Amaia Salamanca.
- Ángela (episodi 8-9), interpretata da Kiti Mánver.

### Personaggi secondari
- Iris (episodi 1-3, 6), interpretata da Lu Colomina.
- Willy (episodi 1-4), interpretato da Francesc Ferrer.
- Roldán (episodi 1-2, 6), interpretato da Oriol Genís.
- Martín (episodi 1-3, 5-6), interpretato da Biel Contreras.
- Lucas (episodi 1-3, 5-6), interpretato da Pau Contreras.
- Óscar (episodi 1-2, 6), interpretato da Marc Balaguer.
- Alfonso (episodi 1-2, 5), interpretato da Jaume Sans.
- Edita (episodi 1-2, 5), interpretata da Maria Sola.
- Javi (episodi 1-2), interpretato da Marc Soler.
- Laura (episodi 1, 3), interpretata da Rocío Quesada.
- Yago (episodi 2-3, 6), interpretato da Lluís Altés.

## Produzione
La serie, ideata da Pau Freixas per Movistar Plus+ e prodotta da Filmax in collaborazione con Movistar Plus+, è stata annunciata nell'ottobre del 2020. Le riprese si sono svolte dal 5 ottobre 2020 al gennaio del 2021; le scene sono state girate tra Barcellona, Gerona e Tarragona. La serie è stata presentata al FestTVal nel settembre del 2021 ed è stata pubblicata su Movistar Plus+ il 28 gennaio 2022.

## Distribuzione
In Spagna la serie viene pubblicata sul servizio di streaming Movistar Plus+ dal 28 gennaio 2022: la prima stagione è stata interamente pubblicata il 28 gennaio 2022, mentre la seconda stagione dal 14 dicembre 2023 è stata pubblicata dal 14 dicembre 2023 all'11 gennaio 2024.
In Italia la serie va in onda su Rai 2 dal 16 giugno 2023: la prima stagione è stata trasmessa dal 16 al 30 giugno 2023, mentre la seconda stagione è inedita.